# Théodore Chassériau

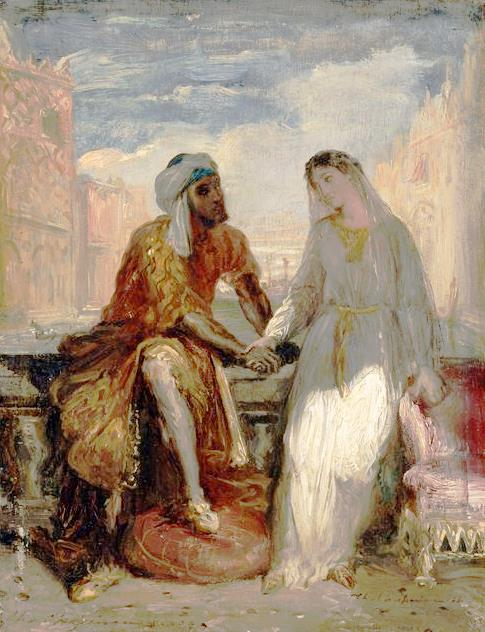
Othello und Desdemona in Venedig von Théodore Chassériau

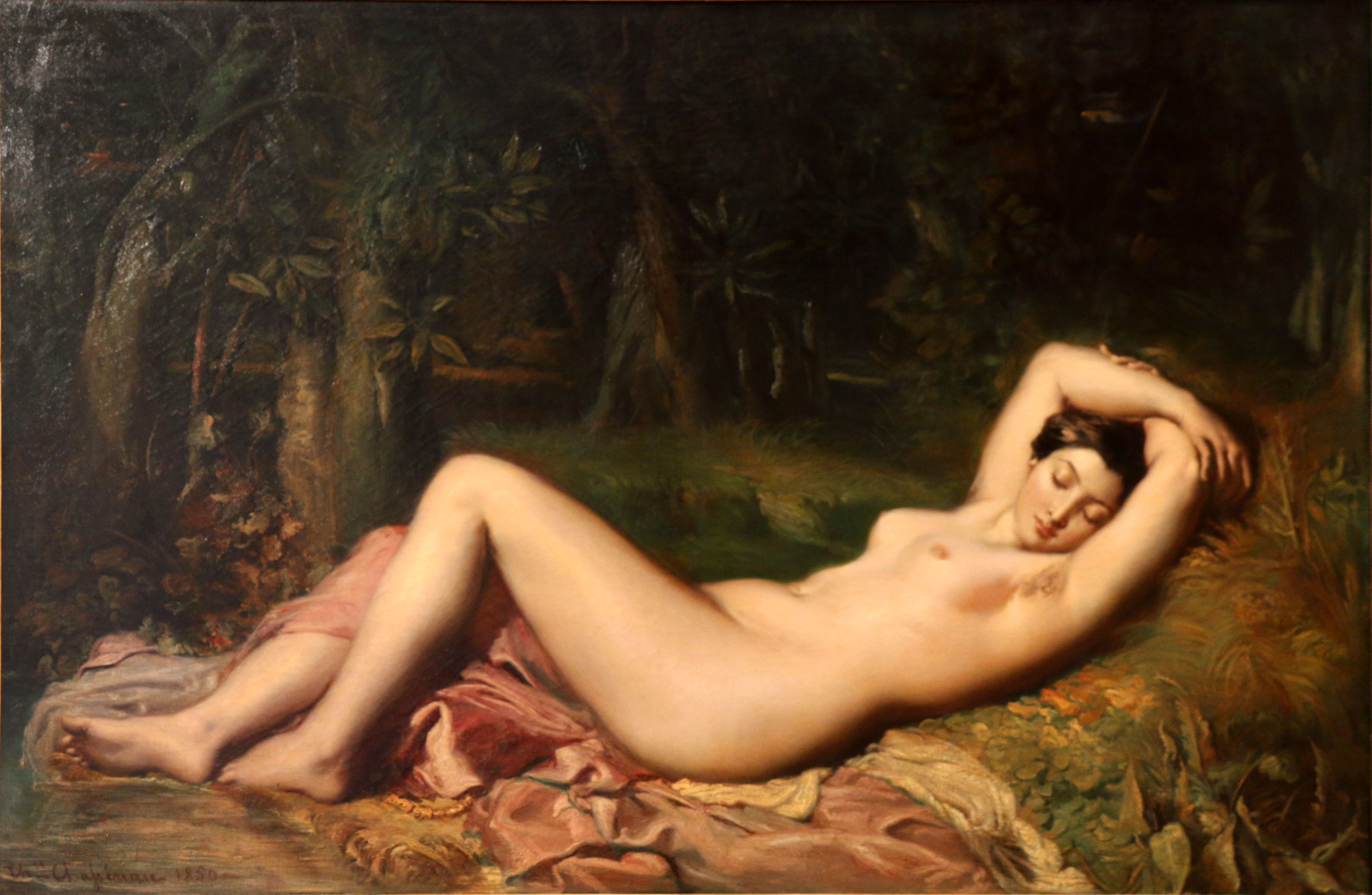
Nymphe neben einer Quelle, 1850

Théodore Chassériau (* 20. September 1819 in Saint-Domingue; † 8. Oktober 1856 in Paris) war ein französischer Maler des romantischen Klassizismus.
Er studierte schon mit 11 Jahren im Atelier von Jean-Auguste-Dominique Ingres, später jedoch beeinflussten ihn vor allem Paul Delaroche und Eugène Delacroix. Zu seiner Zeit war Théodore Chassériau bekannt für seine Porträts und historischen Szenen, darunter sein Werk Tepidarium à Pompéi von 1853, das wie viele weitere im Louvre ausgestellt ist. Er hatte großen Einfluss auf Puvis de Chavannes und Gustave Moreau.

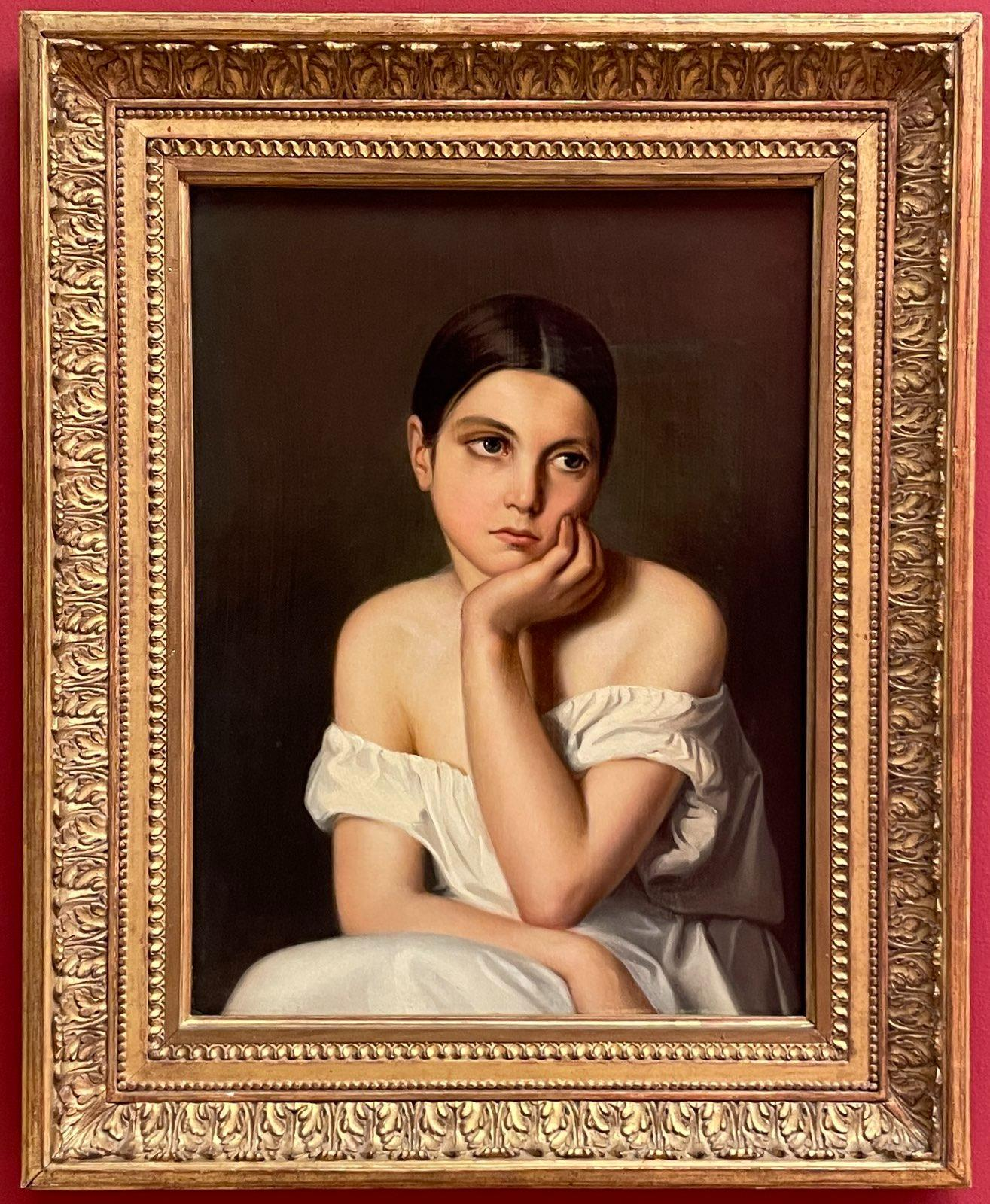
Junges Mädchen, um 1833/35

## Ausstellungen
- Théodore Chassériau: Parfum exotique,  Nationalmuseum für westliche Kunst, Tokio, 2017
- Théodore Chassériau : "Obras sobre papel – Centre culturel León de Santiago de los Caballeros, Dominikanische Republik, 2004
- Rétrospective Théodore Chassériau, 1819–1856 – Galeries nationales du Grand Palais, Paris, und Musée des Beaux-Arts de Strasbourg und Metropolitan Museum of Art, New York 2002
- Chassériau. 1819–1856: exposition au profit de la Société des amis du Louvre – Galerie Daber, Paris, 1976
- Theodore Chassériau. 1819–1856 – Musée des beaux-arts de Poitiers, 1969
- Théodore Chassériau – Musée national des beaux-arts d’Alger, Algier 1936
- Retrospective Théodore Chassériau, 1819–1856 – Musée de l’Orangerie, Paris, 1933
- Aquarelles et dessins de Chasseriau (1819–1856) – Galerie L. Dru, Paris, juin–juillet 1927
- Les Peintres orientalistes français-Quatrième Exposition : Rétrospective Théodore Chassériau – Galerie Durand-Ruel, Paris, 1897.

## Bibliographie
- Megumi Jingaoka, Vincent Pomarède, Jean-Baptiste Nouvion, Stéphane Guégan, Sakurako Okasaka, Yuko Nakatsumi, Théodore Chassériau : Parfum exotique, [catalogue d’exposition], Nationalmuseum für westliche Kunst de Tokyo (Japon), 2017
- Jean-Baptiste Nouvion, Marianne de Tolentino (Préface), Chassériau Correspondance oubliée - Les Amis de Théodore Chassériau, Paris, 2014 ISBN 978-1-291-90736-0
- Marianne de Tolentino, Théodore Chassériau : Obras sobre papel, [catalogue d‘exposition], Galerie nationale des Beaux-arts de Saint-Domingue et Santiago de los Caballeros (République dominicaine), 2004.
- Bruno Chenique, Stéphane Guégan, Vincent Pomarède et Louis-Antoine Prat, Théodore Chassériau 1819-1956, un autre romantisme, [catalogue d’exposition], Paris, Grand Palais; Strasbourg, musée des beaux-arts; New York, Metropolitan Museum of Art, 2002-2003.
- Bruno Chenique, Stéphane Guégan, Vincent Pomarède et Louis-Antoine Prat, Théodore Chassériau 1819-1956, The Unknown Romantic, [catalogue d’exposition], Paris, Grand Palais; Strasbourg, musée des beaux-arts; New York, Metropolitan Museum of Art, 2002-2003.
- Stéphane Guégan et Louis-Antoine Prat, Chassériau (1819-1856) : un autre romantisme, Louvre: conférences et colloques, 2002
- Alfred Daber, Marc Sandoz (préfaces), Chassériau 1819-1856, [catalogue d’exposition], Galerie Daber, 1976
- Jean-Louis Vaudoyer (préface), Chassériau 1819-1856, [catalogue d’exposition], Musée de l’Orangerie, 1933